# Si tu voyais son cœur
Si tu voyais son cœur è un film del 2017 diretto da Joan Chemla.
La pellicola, con protagonisti Gael García Bernal e Marine Vacth, ha per regista l'esordiente Joan Chemla. Il film è liberamente ispirato al romanzo La casa dei naufraghi, un classico della letteratura cubana scritto nel 1987 da Guillermo Rosales. È stato presentato in anteprima mondiale al Toronto International Film Festival il 12 settembre 2017, fra i film in competizione per il premio Platform.

## Trama
Un uomo romeno di nome Daniel viene allontanato dalla sua gente, una comunità di gitani. La famiglia e gli amici, soprattutto il fratello maggiore Lucho, lo ritengono responsabile di un incidente che ha causato la morte del suo migliore amico Costel, proprio nel giorno delle sue nozze. Per sopravvivere, Daniel trova rifugio in uno squallido albergo di Marsiglia e commette truffe di basso livello a danno di persone anziane e vulnerabili. Un giorno, nell'albergo arriva una giovane donna ferita di nome Francine, recentemente dimessa da un ospedale psichiatrico. Daniel riconosce in lei un'anima pura e danneggiata ed insieme iniziano a sperare in un futuro che non credevano possibile. I loro sogni di amore ed evasione dovranno però fronteggiare aspetti nascosti del loro passato che porteranno alla luce una verità inaspettata.

## Produzione
Il film è stato girato a Marsiglia all'inizio del 2016. La regista aveva precedentemente diretto tre cortometraggi, Mauvaise Route, Dr Nazi, e The Man with the Golden Brain, dove recita Marine Vacth. La regista scrisse la sceneggiatura immaginando che fosse Gael García Bernal a vestire i panni di Daniel, essendo il suo attore preferito. Solo successivamente, Joan chiese a Gael di recitare nel suo film ed egli accettò. Il film è accompagnato dalle musiche originali del compositore Gabriel Yared.

## Promozione
Il primo trailer del film è stato diffuso il 12 settembre 2017.

## Distribuzione
Il film è uscito nelle sale cinematografiche francesi il 10 gennaio 2018.

## Riconoscimenti
- 2017 – Toronto International Film Festival
  - Candidatura al Premio Platform
- 2017 – Festival internazionale del cinema di Varsavia
  - Migliore regia a Joan Chemla